# Гаро Мафян
Гаро Мафян (тур. Garo Mafyan) — турецький музикант і композитор вірменського походження.

## Життєвий шлях
Народився 24 лютого 1951 року в Стамбулі, Туреччина, на Багдадському проспекті. Завдяки тому, що його батько та мати були хорошими музикантами, він мав можливість вивчати фортепіано з трьох з половиною років. У 1955 році вперше виступив з концертом. У 1967 році здав екзамен з гармонії в консерваторії, яку з високими результатами закінчив 1968 року. У 1968 році у плідній творчій праці із Сельчуком Башаром(tr.Selçuk Başar) він брав участь у створенні Стамбульського оркестру розвитку, який став одним з найбільш відомих колективів, що залишили свій слід. У 1980 році він з Зеррін Озер та Танджу Окан створив студію Gelişim і зробив свій перший професійний альбом у тому ж році. Був ведучим від Туреччини у музичних проектах, мюзиклі (Ажда Пеккан, шоу великого кабаре — 1983, кабаре Гюлріз Сурурі, Енгін Цецар — 1984), в кваліфікації Євробачення (1982 аранжувальником та диригентом з Neco, диригент оркестру з МФО — 1985 року У 1987 році важливе місце здобув як аранжувальник та диригент в Сейял Танер). Він зробив значний внесок у популярну музику, як з турецькими композиторами, так і зарубіжними. У ці роки він створював більшість своїх робіт і естрадних альбомів із Сельчуком Башаром, Ужуром Башаром, Онно Тунчем, Аттілою Оздеміроглу та Асимом Екреном у стамбульській студії Гелісіма. Був одружений з Ґюлюз (у родині Байрактароглу) Мафьян і має дочку на ім'я Дамла. Він пов'язаний з Агопом Ділачаром, одним із засновників Асоціації турецької мови, а також Левоном Ашчіяно
У 1980-х роках робив спроби складати музику в жанрі поп; однак найбільш продуктивним стали для нього 1990-і роки У період, коли турецька поп-музика стала популярною, і почали з'являтися молоді співаки і композитори, він часто нагадував про себе своїми композиціями та аранжуваннями. Хоча ця його продуктивність багато критикується, однак його ім'я було достатньо помітним у сотнях публікацій до кінця 1990-х.
Починаючи з 2000-х, він відновив Стамбульський оркестр розвитку разом з Аттілою Оздеміроглу і підтримував молодих музикантів в школі, яка була відкрита в 2005 році під назвою Bahçeşehir İstanbul Gelişim, поставивши напрям коучингу. Він є генеральним координатором та директором музичного відділу Академії мистецтв Ізмірського коледжу ТЕД.

## Саундтреки
- Чумацький Шлях — серіал (1989)
- Коло емоцій — серіал (1990)
- Син людини, яка врятувала світ — кінофільм (2006)
- Хікран Ярасі — Телесеріал (2009)

## Роботи зЄвробаченням
- Кошкун Демір — Спадщина (1981) (Текст і музика: Алі Кокатепе)
- İbo & Grup Vize — Де старий Танголяр (1981) (Текст і музика: Олкайто Ахмет Туюсус)
- Neco — Hani (1982) (Текст: Faik Tuğsuz — Музика: Olcayto Ahmet Tuğsuz) (Представництво)
- Ведат Сакман — музикант (1983) (Текст і музика: Vedat Sakman)
- [Архівовано 9 березня 2020 у Wayback Machine.]Коскун Демір — Дьон Бана (1983) (Текст: Карен Герсон — Музика: Айдін Есен)
- Hakan Sıvacı — Boğaziçi (1983) (Текст і музика: Салім Аїрбаш і Гюроль Аїрбаш)
- Grup Sen, Ben, O — Dance of Happiness (1984) (Текст і музика: Semra Öztan)
- Neco — Olmaz Olsun (1984) (Текст пісні: Айше Ірмак Маніоглу — Музика: Selçuk Sun)
- Nükhet Ruacan — У світлі мрій (1984) (Слово: Айзель Гюрель — Музика: Аріф Серденгечті)
- Neco — Tövbeliyim (1984) (Текст пісні: Ayşe Irmak Manioğlu — Музика: Selçuk Sun)
- MFÖ — Дід Дідая (1985) (Слово: Mazhar Alanson — Музика: MFÖ) (Представництво)
- Pınar Seyhun — Gaze (1985) (Слово: Tamer Aykaç & Pınar Seyhun — Музика: Coşkun Ömer Göksel)
- Neco and Nükhet Duru — Boshver (1985) (Текст пісні: Nükhet Duru — Музика: Uğur Başar)
- Neco і Nükhet Duru — A Love is Enough (1985) (Слово: Айше Ірмак Маніоглу — Музика: Сельмі Андак)
- Neco and Nükhet Duru — Sev (1985) (Текст і музика: Olcayto Ahmet Tuğsuz)
- Neco and Nükhet Duru — After Years (1985) (Текст і музика: Олкайто Ахмет Туюсус)
- Seyyal Taner — Dünya (1986) (Текст і музика: Олкайто Ахмет Туюс)
- Сейял Танер і Група Локомотив — Şarkım Sevgi Üstesine (1987) (Текст і музика: Olcayto Ahmet Tuğsuz) (представництво)
- MFÖ — Без проблем (1987) (Слово: Mazhar Alanson — Музика: MFÖ)
- Ілхан Ірем — мир удома, мир у світі (1988 р.) (Текст і музика: İlhan İrem)
- Джейл і Седен Гюрель — Фантастична любов (1989) (Word: Айсель Гюрель)
- Фатих Еркоч — Ностальгія Це (1989) (Слова: Айзель Гюрель)
- Севінгул Бахадір — Все — це музика (1990) (Слово: Айзель Гюрель)
- Групова піраміда — Десь невідомо (1990) (Текст-музика: Феяз Куруш)
- Ercüment Vural and Melis Sökmen — Dön Geri (1992) (Текст: Нурхан Гюрділ — Музика: Толга Гюрділ)
- Деніз Шафак Япрак — Я не вірю (1992) (Текст і музика: Semra Öztan)
- Еліф Ерсой — Побажи мені удачі (1995) (Слово: Зейнеп Талу)

## Альбоми, з якими він співпрацював
- Еркут Тачкін — Еркут Тачкін (1975)
- Nihat Işıklar — Like To Love (1979)
- Nükhet Duru — Nükhet Duru (1979) з найпопулярнішими піснями
- Севда Карака — Селам (1980)
- Шехразат — Севемедім Карагезлюм (1980)
- Танджу Окан — я втомився (1980)
- Zerrin Özer — Я тебе люблю (1980)
- Zerrin Özer — Yours (1980)
- Ажда Пеккан — Ти щаслива (1981)
- Доган Канку — Мої ночі (1981)
- Есмерай — сюрприз 81 (1981)
- Назан Сорай — Вам потрібна розрада (1981)
- Неко — Чотири пори року (1981)
- Нур Йолдаш — Султан-Ієга (1981)
- Олькайто Ахмет Туюс — починається новий день (1981)
- Севда Карака — Подумай мені (1981)
- Сібель Егемен — Сібель (1981)
- Джехразат — Людина, кохана (1981)
- Zerrin Özer — And Zerrin Özer (1981)
- Ажда Пеккан — Севдім Сені (1982)
- Алі Кокатепе — якщо тільки ночі не перелічені (1982)
- П'ять років до десяти років пізніше — П'ять років до десяти років пізніше (1982)
- Cantekin — After Doğan Gün (1982)
- Кошкун Демір — Koca Çınar (1982)
- Гюлай — не існує школи кохання (1982)
- Saadet Gürses — Saadet Gürses (1982)
- Жасмін Куці — Жасмін Куці (1982)
- Єліз — Кришталеве скло (1982)
- Ажда Пеккан — Суперзірка 3 (1983)
- П'ять років тому Десять років пізніше — 5 вальсів 10 танго (1983)
- Nese Alkan — Тримай моє серце (1983)
- Нур Йолдаш — Elde Var Hüzün (1983)
- Сібел Єгмен — мій світ змінився (1983)
- Жасмін Куці — Кім Бахтіяр (1983)
- MFÖ — Самотужки проти дня (1984)
- Музична Анатолія (1984)
- Назан Лорай — восьме чудеса світу (1984)
- Neco — сьогодні і завтра (1984)
- Nilüfer — Nilüfer'84 (1984)
- Айда Пеккан — Айда Пеккан / 5 років тому 10 років пізніше (1985)
- Ерол Євгін — народжується новий день (1985)
- Карма — на фонтані фестиваль / Ізмір (1985)
- Barış Manço — Масляна фарба Değmesin (1986)
- Едіп Акбайрам — Новий прихід до дня (1986)
- Емель Сайн — Не можу жити без кохання (1986)
- Ероль Евгін — Ладес (1986)
- Мозаїка — з'являється багато знаків (1986)
- Nükhet Duru — Надіде (1986)
- Різа Сілахліпода — Бриз (1986)
- Сейял Танер — Лейла (1986)
- Сезен Аксу — Гіт (1986)
- Зекі Мюрен — Казка (1986)
- Ажда Пеккан — Superstar 4 (1987)
- Аттіла Атасой — Фарзет Кі, я тебе ніколи не знаю (1987)
- Есін Афшар — Турецька поезія та мелодії вчора та сьогодні (1987)
- Чудовий мисливець — стрілянина (1987)
- Кліп і їх — Галлі (1987)
- MFÖ — Без проблем (1987)
- Неріман — Поцілуй мене (1987)
- Nükhet Duru — Чеська мотузка моє серце (1987)
- Серап Мутлу Акбулут — Золоті пісні (1987)
- Сейял Танер — моя пісня над коханням / Une Melodie (1987)
- Юксель Узел — Втомився рік Бен Йоргун (1987)
- Айшегюль Альдінс — Ейшегюль Альдінс (1988)
- Barış Manço –30. Повний аксесуар року 88 Manço from Requirement (1988)
- Ільхан Ірем — від вчора до завтра (1988)
- Леман Сем — Пісні Ліванелі (1988)
- Nükhet Duru — Мої пісні (1988)
- Sezen Aksu — Sezen Aksu'88 (1988)
- Танджу Окан — Кому (1988)
- Юксель Узель — Подаруй і візьми любов, моє серце (1988)
- Zerrin Özer — Всесвітній десерт (1988)
- Айда Пеккан — Незабутня 89 (1989)
- Аттіла Атасой — Мрії та спогади — неможливі (1989)
- Barış Manço — Дарісі за голову (1989)
- Емель Сайн — Іскра в моїй крові (1989)
- Зекі Мюрен — Ми тут (1989)
- Айда Пеккан — Айда'90 (1990)
- Леман Сем — Поклик (1990)
- Юксель Узель — більше, ніж я зараз (1990)
- Zerrin Özer — Here I Am (1990)
- Ажда Пеккан — Я вибрав тебе (1991)
- Скорпіон Налан — гірська квітка (1991)
- Аттіла Атасой — Таємна квітка (1991)
- Gülden Karaböcek — Оригінальна класика (1991)
- Mine Koşan — I Know Like My Step (1991)
- Nazan Soray — Naz Liplim (1991)
- Йонка Євсимік — підписка (1991)
- Zerrin Özer — Знай, що тебе люблять (1991)
- Barış Manço — Mega Manço (1992)
- Кошкун Сабах — Я в заколотах (1992)
- Гюль Ерда — я винен (1992)
- Гюльден Карабчек — Що трапляється тобі (1992)
- Ільхан Ірем — Ілхан-Аш (1992)
- Nükhet Duru — О Боже мій (1992)
- Озан Орхон — це зараз (1992)
- Sertab Erener — Keep Calm (1992)
- Алі Кокатепе — колекція 1 (1993)
- Бенден — Бенден (1993)
- Бурак — для тебе (1993)
- Ğiğdem Tunç і Мехмет Алі Ербіл — ми обидва (1993)
- Ендер Денкташ — Для тебе (1993)
- Ґюльден Карабчек — До пам'яті мого ображеного Ґюльдена Карабоцека'93 (1993)
- Гюльден Карабчек — Бачити добро (1993)
- Джейл — Останні ночі (1993)
- MFÖ — The Best Of MFÖ (1993)
- Озан Орхон — Обійми мене (1993)
- Рейхан Карака — Початок (1993)
- Самра — In Misin Cin Misin (1993)
- Тайфун — Тайфун'93 (1993)
- Айшегль Альдінс — Алев Алев (1993)
- Аттіла Атасой — Аттіла Атасой'94 (1994)
- Айдин — Твоє око Айдин (1994)
- Bora Gencer — Цілую цукор (1994)
- Федон — Де ти (1994)
- Ільхан Ірем — Коридор (1994)
- Ільхан Ірем — римляни (1994)
- Джейл — Ти мене пам'ятаєш (1994)
- Налан — Амана (1994)
- Нілуфер — Ні казка, ні сон (1994)
- Тайфун — Тайфун '94 (1994)
- Айдин — погода Айдин (1995)
- Barış Manço — Діти з вашим дозволом (1995)
- Сесіль — Уде (1995)
- Тайфун — Божевільна дівчина (1995)
- Керім Текін — Чорне око (1995)
- Nâlân — Cansuyum (1995)
- Мережа групи — одна щіпка Середземномор'я (1995)
- Cihan Ünal — Де ти (1995)
- Азія — Азія (1996)
- Güniz Öner — I Can't Leave It (1996)
- [Архівовано 11 січня 2020 у Wayback Machine.]Ніран Унсал — Хактан (1996)
- Озан Орхон — Ви вступите в струну (1996)
- Сезен Аксу — Сади мрії (1996)
- Uğur Ünal — My Najst Love, My Newest Love (1996)
- Zerrin Özer — Zerrin Özer (1996)
- Аттіла Атасей — від минулого до сьогодення (1997)
- Еліф — Дускін Гузель (1997)
- Надіде Султан — Вуслата Беш Кала (1997)
- Nil Ünal — Туга на один день (1997)
- Пінар Айлін — Гюнештен (1997)
- Yeşim — Багаж (1997)
- Йонка Евцімік — Довго живе зло (1997)
- Айдин — Мутлу Іллар Кушум (1998)
- Бурку Гюнеш — Любовна рана (1998)
- Гюльшен — Еркексен (1998)
- Ільхан Ірем — Поцілунок життя (1998)
- Сезен Аксу — Її звати приховано (1998)
- Танер — Я не пробачив себе (1998)
- Jale — Пісні мого серця (1999)
- Надіде Султан — Я був утриманий (1999)
- [Архівовано 16 травня 2020 у Wayback Machine.]Молодіжний хор TRT — На згадку про 80-й рік (1999)
- Айдин — Канкі (2000)
- Бенденіз — Пісні Бенденіз (2000)
- Емель Саєн — Ах ці пісні (2000)
- Федон — Нашим коханим (2000)
- Сельмі Андак — одного кохання вистачає (2000)
- Zerrin Özer — Архів Bir Zerrin Özer (2000)
- Емель Саєн — Слухай (2001)
- Ільхан Ірем — я тебе люблю (2001)
- Yeşim Salkım — борг за лояльність (2001)
- Lale-Gitme (2002)
- Gülriz Sururi — My Music (2003)
- Ільхан Ірем — я закохався в ангела (2003)
- Карма — Євробачення Сельмі Андак (2003)
- Айсу Басар — Загадка (2004)
- Ільхан Ірем — 30 років зі світлом і любов'ю (2004)
- Mahsun Kırmızıgül — Жовтий Жовтий — це не ми (2004)
- Кошкун Демір — найкращий (2005)
- Карма — Слово: ğiğdem Talu (2005)
- Неко — найкращий (2005)
- Сезен Аксу — виправдання (2005)
- Алі Кокатепе — 41 раз Машалла (2006)
- Ільхан Ірем — Небесні гімни (2006)
- Гаро Мафян — син людини, яка врятувала світ (2007)
- Сейял Танер — Начіє (2007)
- Zerrin Özer — життя минає (2007)
- Карма — Весна (2007)
- Країна чудес — (2010)
- Erkut Taçkın — Кращий з Еркут Текн (2010)
- Джейл — Мор (2011)
- [Архівовано 25 січня 2020 у Wayback Machine.]Дитячий хор TRT — Конкурси популярних дитячих пісень 4-5-6-7 (2011)
- Харун Колчак — Я знову народжений (2012)